# Nozomu Tamaki
Nozomu Tamaki (環望, Tamaki Nozomu, nascido em 07 de outubro de 1966 em Setagaya, Tóquio, Japão), é um artista de mangá, mais conhecido pela criação do mangá Dance in the Vampire Bund, que foi adaptado em anime de 12 episódios pelo estúdio Shaft.

## Trabalhos

### Mainstream
| Nome | Colaboração de               | Inicio                             | Fim                                 | Publicador original | Publicador nos Estados Unidos | Revista               | Vols. | Ref.   |
| --- | ---------------------------- | ---------------------------------- | ----------------------------------- | ------------------- | ----------------------------- | --------------------- | ----- | ------ |
| Reverser: Jikū no Ryūkihei (リバーサー―時空の竜騎兵) (リバーサー―時空の竜騎兵)                                                                                                | Hiroshi Yamaguchi (conceito) | setembro de 1991 (1991-09)         | abril 1994 (1994-04)                | Shogakukan          | —                             | Popcom                | 4     | [ 2 ]  |
| Seiken’ō Shigurīdo (聖剣王シグリード) (聖剣王シグリード) | Yuka Minagawa (estória)      | fevereiro de 1995 (1995-02)        | julho 1995 (1995-07)                | Tokuma Shoten       | —                             | Monthly Manga Boys    | 2     | [ 3 ]  |
| Shōgeki Kishi Dan – Impacts Knights (スーパーロボット大戦IMPACTコミック 衝撃騎士団 インパクト・ナイツ) (スーパーロボット大戦IMPACTコミック 衝撃騎士団 インパクト・ナイツ)     | —                            | 2003 (2003)                        | 2003 (2003)                         | Futabasha           | —                             | —                     | 1     | [ 4 ]  |
| Dance in the Vampire Bund (ダンス イン ザ ヴァンパイアバンド) (ダンス イン ザ ヴァンパイアバンド)                                                                             | —                            | 5 de dezembro de 2005 (2005-12-05) | 5 de setembro de 2012 (2012-09-05)  | Media Factory       | Seven Seas Entertainment      | Monthly Comic Flapper | 14    | [ 5 ]  |
| Hakodate Yōnin Buraijō Himegami (箱館妖人無頼帖 ヒメガミ) (箱館妖人無頼帖 ヒメガミ)                                                                                           | —                            | outubro de 2007 (2007-10)          | março 2009 (2009-03)                | Kodansha            | —                             | Monthly Magazine Z    | 5     | [ 6 ]  |
| Dive in the Vampire Bund (ダイブ イン ザ ヴァンパイアバンド) (ダイブ イン ザ ヴァンパイアバンド)                                                                              | —                            | janeiro de 2010 (2010-01)          | março 2013 (2013-03)                | Media Factory       | Seven Seas Entertainment      | —                     | 2     | [ 7 ]  |
| Lily Trigger (リリィ・トゥリガー) (リリィ・トゥリガー) | Yūshi Kanoe (art)            | 2010 (2010)                        | 7 de abril de 2011 (2011-04-07)     | Kadokawa Shoten     | —                             | —                     | 2     | [ 8 ]  |
| Angel Para Bellum (エンジェルパラベラム) (エンジェルパラベラム) | Kent Minami (story)          | 12 de março de 2011 (2011-03-12)   | 12 de setembro de 2012 (2012-09-12) | Flex Comix          | —                             | Comic Blood           | 3     | [ 9 ]  |
| Dance in the Vampire Bund: The Memories of Sledgehammer (ダンス イン ザ ヴァンパイアバンド スレッジ・ハマーの追憶) (ダンス イン ザ ヴァンパイアバンド スレッジ・ハマーの追憶) | —                            | 5 de novembro de 2012 (2012-11-05) | 5 de novembro de 2013 (2013-11-05)  | Media Factory       | Seven Seas Entertainment      | Monthly Comic Flapper | 3     | [ 10 ] |
| Hard Nerd Daddy -Hatarake! Otaku!!- (ハード・ナード・ダディ - 働け！ オタク!! -) (ハード・ナード・ダディ - 働け！ オタク!! -)                                                 | —                            | 10 de maio de 2013 (2013-05-10)    | 2013 (2013)                         | Shōnen Gahōsha      | —                             | Young Comic Cherry    | 1     | [ 11 ] |
| Dance in the Vampire Bund II: Scarlet Order (スカーレット オーダー ダンス イン ザ ヴァンパイアバンド2) (スカーレット オーダー ダンス イン ザ ヴァンパイアバンド2)             | —                            | 5 de dezembro de 2013 (2013-12-05) | 4 de abril de 2015 (2015-04-04)     | Media Factory       | Seven Seas Entertainment      | Monthly Comic Flapper | 4     | [ 12 ] |
| Não Mexa Com Minha Filha! (ウチのムスメに手を出すな！, Uchi no Musume ni Te o Dasu na!)                                                                                       | —                            | 6 de janeiro de 2014 (2014-01-06)  | 9 de maio de 2015 (2015-05-09)      | Shōnen Gahōsha      | Seven Seas Entertainment      | Young Comic           | 3     | [ 13 ] |
| Soul Liquid Chambers (ソウルリキッドチェインバーズ) (ソウルリキッドチェインバーズ)                                                                                            | —                            | 16 de abril de 2016 (2016-04-16)   | Ainda não Concluido                 | Shōnen Gahōsha      | —                             | Young King Ours GH    | 1     | [ 14 ] |

### Pornográficos
Além do material mais normal, ele possui uma inspiração para historias adultas, as principais dele:
- Ne-To-Ge (2007 Shōnen Gahōsha)[15]
- Scandal Shiyō yo (2006 Wani Magazine),[16] sequencia de  Kokuminteki Kanojo
- Narikiri Lovers (2006 Takeshobo)[17]
- Coneco!! (2005 Takeshobo),[18] mesmo universo de  Anego!
- Kyō wa Nani Shiyō (2005 Futabasha)[19]
- Jōō-sama tte Yobanaide! (2004 Ohzora Shuppan), História: Marrie Nekosensha[20]
- Anego! (2004–2005, serializado na Vitamin, Takeshobo)[21][22]
- Hataraku Megami-sama (2004 Wani Magazine)[23]
- Nanairo Karen (2003 Futabasha)[24]
- Kokuminteki Kanojo (2003 Wani Magazine)[25]
- Maid de Ikimasshoi! (2003, serializado em Vitamin, Takeshobo)[26]
- Freaks Dorm (2002 Futabasha)
- Iki o Hisomete Idakuite (2001 Angel Shuppan)
- Dare ka no Onna (2001 Takeshobo)[27]
- Ura Ura Jungle Heat (2000 Angel Shuppan)[28]
- Kawaii Hito (2000 Angel Shuppan)[29] (2004 reimpresso em Futabasha)[30]
- Oshigoto Shinakya ne - Let's Love Work (2000 Takeshobo)
- Kimi ga Karada de Uso o Tsuku (2000 Angel Shuppan)[31] (2004 reimpresso na Futabasha)[32]
- Ii Koto Shinai ka Koneko-chan (1999 Daitosha)[33] (2002 reimpresso na Daitosha)
- Hito ni Ienai Aidakara (1998 Angel Shuppan)[34] (2003 reimpresso na Futabasha)[35]
- Femme Kabuki[36] (姫カブキ恋道中 Hime Kabuki Rendōchū; 1998-1999, serializado em Men’s Action, Futabasha)
- Gomen ne Acchie: Koko ni KISS shite (1999 Angel Shuppan)[37]  (2002 reimpresso na Souryuusha)
- Gomen ne Acchie (1998 Angel Shuppan) (2002 reimpresso na Souryuusha)